# Le Langon
Le Langon és un municipi francès situat al departament de Vendée i a la regió de País del Loira. L'any 2007 tenia 1.075 habitants.

## Demografia

### Població
El 2007 la població de fet de Le Langon era de 1.075 persones. Hi havia 430 famílies de les quals 119 eren unipersonals (33 homes vivint sols i 86 dones vivint soles), 147 parelles sense fills, 139 parelles amb fills i 25 famílies monoparentals amb fills.
La població ha evolucionat segons el següent gràfic:
Habitants censats

### Habitatges
El 2007 hi havia 522 habitatges, 438 eren l'habitatge principal de la família, 49 eren segones residències i 34 estaven desocupats. 513 eren cases i 7 eren apartaments. Dels 438 habitatges principals, 335 estaven ocupats pels seus propietaris, 97 estaven llogats i ocupats pels llogaters i 6 estaven cedits a títol gratuït; 1 tenia una cambra, 18 en tenien dues, 46 en tenien tres, 95 en tenien quatre i 278 en tenien cinc o més. 425 habitatges disposaven pel capbaix d'una plaça de pàrquing. A 204 habitatges hi havia un automòbil i a 189 n'hi havia dos o més.

### Piràmide de població
La piràmide de població per edats i sexe el 2009 era:
| Homes | Edats   | Dones |
| ----- | ------- | ----- |
| 0     | 95 o +  | 0     |
| 8     | 90 a 94 | 8     |
| 16    | 85 a 89 | 16    |
| 4     | 80 a 84 | 24    |
| 20    | 75 a 79 | 24    |
| 24    | 70 a 74 | 28    |
| 24    | 65 a 69 | 24    |
| 44    | 60 a 64 | 32    |
| 16    | 55 a 59 | 20    |
| 28    | 50 a 54 | 20    |
| 40    | 45 a 49 | 48    |
| 28    | 40 a 44 | 24    |
| 52    | 35 a 39 | 44    |
| 24    | 30 a 34 | 36    |
| 32    | 25 a 29 | 24    |
| 16    | 20 a 24 | 16    |
| 48    | 15 a 19 | 28    |
| 28    | 10 a 14 | 40    |
| 28    | 5 a 9   | 24    |
| 40    | 0 a 4   | 16    |

## Economia
El 2007 la població en edat de treballar era de 644 persones, 476 eren actives i 168 eren inactives. De les 476 persones actives 421 estaven ocupades (249 homes i 172 dones) i 55 estaven aturades (21 homes i 34 dones). De les 168 persones inactives 66 estaven jubilades, 41 estaven estudiant i 61 estaven classificades com a «altres inactius».

### Ingressos
El 2009 a Le Langon hi havia 434 unitats fiscals que integraven 1.093,5 persones, la mediana anual d'ingressos fiscals per persona era de 15.052 €.

### Activitats econòmiques
Dels 46 establiments que hi havia el 2007, 3 eren d'empreses extractives, 2 d'empreses alimentàries, 3 d'empreses de fabricació d'altres productes industrials, 11 d'empreses de construcció, 8 d'empreses de comerç i reparació d'automòbils, 2 d'empreses de transport, 4 d'empreses d'hostatgeria i restauració, 1 d'una empresa immobiliària, 4 d'empreses de serveis, 4 d'entitats de l'administració pública i 4 d'empreses classificades com a «altres activitats de serveis».
Dels 14 establiments de servei als particulars que hi havia el 2009, 1 era una oficina de correu, 1 taller de reparació d'automòbils i de material agrícola, 2 paletes, 1 guixaire pintor, 3 fusteries, 3 lampisteries, 1 perruqueria i 2 restaurants.
Dels 2 establiments comercials que hi havia el 2009, 1 era una fleca i 1 una carnisseria.
L'any 2000 a Le Langon hi havia 28 explotacions agrícoles que ocupaven un total de 2.147 hectàrees.

## Equipaments sanitaris i escolars
L'únic equipament sanitari que hi havia el 2009 era una farmàcia.
El 2009 hi havia 1 escola elemental i 1 escola elemental integrada dins d'un grup escolar amb les comunes properes formant una escola dispersa.

## Poblacions més properes
El següent diagrama mostra les poblacions més properes.